# Skarekrows
Skarekrows est un groupe de psychobilly français, originaire de Dijon. Formé en 2003, il est constitué pour partie d'anciens membres des groupes The Astro Zombies et The Psychotic Reactions.

## Biographie
Skarekrows est formé en 2003 et à l'origine constitué de Blondo au chant et à la contrebasse, de Dave Devil à la batterie et au chant, et de Psychotik Dave (connu plus tard sous le pseudonyme d'El Globul) à la guitare électrique. Après environ un an d'existence, ils s'adjoignent un second guitariste, Vinz, qui lui aussi a travaillé un temps avec les Astro Zombies. 
Leur premier album, Skarekrows are Raising Hell, sort en 2005 sur le label Nova Express. Le deuxième opus du groupe, Dying to Get in, chez Human Bretzel Records en 2007. Il s'agit d'un album huit titres sur vinyle au format 33 tours 12" (25 cm). Vinz quitte Skarekrows courant 2008 pour se lancer d'une part dans un projet de one-man band, Hellvince, et d'autre part dans un trio de garage-rock dont Blondo est également le chanteur, Sextoys. Son remplaçant, Cousin It, rejoint le groupe après l'enregistrement du troisième album et le quitte quelques mois plus tard. Parallèlement, Dave Devil reprend le chant avec le groupe Texas Mongols. Talk to My Middle Finger sort sur le même label en 2009, d'abord en 33 tours au format traditionnel, puis sur CD.
En 2011, ils participent au Festival Antiraciste et Antifasciste. Le groupe publie son nouvel album, Tales from the Skarekrows, en 2014. À l'origine enregistré en 2010, l'album devait être un split 10 titres avec le groupe Texas Mongols. En octobre 2015, ils jouent avec le groupe russe The Meantraitors au Deep Inside de Dijon.